# Procambridgea kioloa
Procambridgea kioloa là một loài nhện trong họ Stiphidiidae.
Loài này thuộc chi Procambridgea. Procambridgea kioloa được V. T. Davies miêu tả năm 2001.